# Wiadomości Kulturalne
Wiadomości Kulturalne – tygodnik społeczno-kulturalny, wydawany w Warszawie w latach 1994–1998. Redaktorem naczelnym tygodnika był Krzysztof Teodor Toeplitz. Tytułem czasopismo nawiązywało do Wiadomości Literackich.
Powstało z inicjatywy Kazimierza Dejmka, ministra kultury i sztuki w latach 1993–1996. W swoim założeniu tygodnik miał relacjonować wydarzenia kulturalne w Polsce. Publikowano w nim artykuły poświęcone literaturze, teatrowi, muzyce, sztukom plastycznym, a także teksty poetyckie (m.in. Zygmunta Dmochowskiego), prozatorskie, recenzje i felietony (m.in. Krzysztofa Teodora Toeplitza, Aleksandra Małachowskiego). Publikowane teksty odnosiły się do przemian społecznych w Polsce. Kierownikiem działu literackiego był Leszek Żuliński.
Czasopismo miało profil lewicowy. Krytyce poddawano dotowanie tygodnika z budżetu państwa oraz jego linię poglądową. Po wyborach parlamentarnych w 1997 roku minister kultury i sztuki Joanna Wnuk-Nazarowa podjęła decyzję o wycofaniu subwencji. Utrata dotacji przyczyniła się do zamknięcia tygodnika.